# L'Odyssée de Triss
L'Odyssée de Triss (Triss) est le quinzième tome de la série Rougemuraille de Brian Jacques. Il fut publié en 2002.
Dans l'ordre chronologique de l'histoire, il est précédé par Le Prodige et suivi par Le Secret de Loumèges.